# كاتدرائية بازيليكا العائلة المقدسة (نيروبي)
كاتدرائية بازيليكا العائلة المقدسة (بالإنجليزية: Cathedral Basilica of the Holy Family)‏، هي كاتدرائية و‌بازيليكا كاثوليكية مكرسة للعائلة المقدسة تقع حول ساحة المدينة في نيروبي، عاصمة جمهورية كينيا. البازيليكا هي مقر أبرشية نيروبي.

## التاريخ

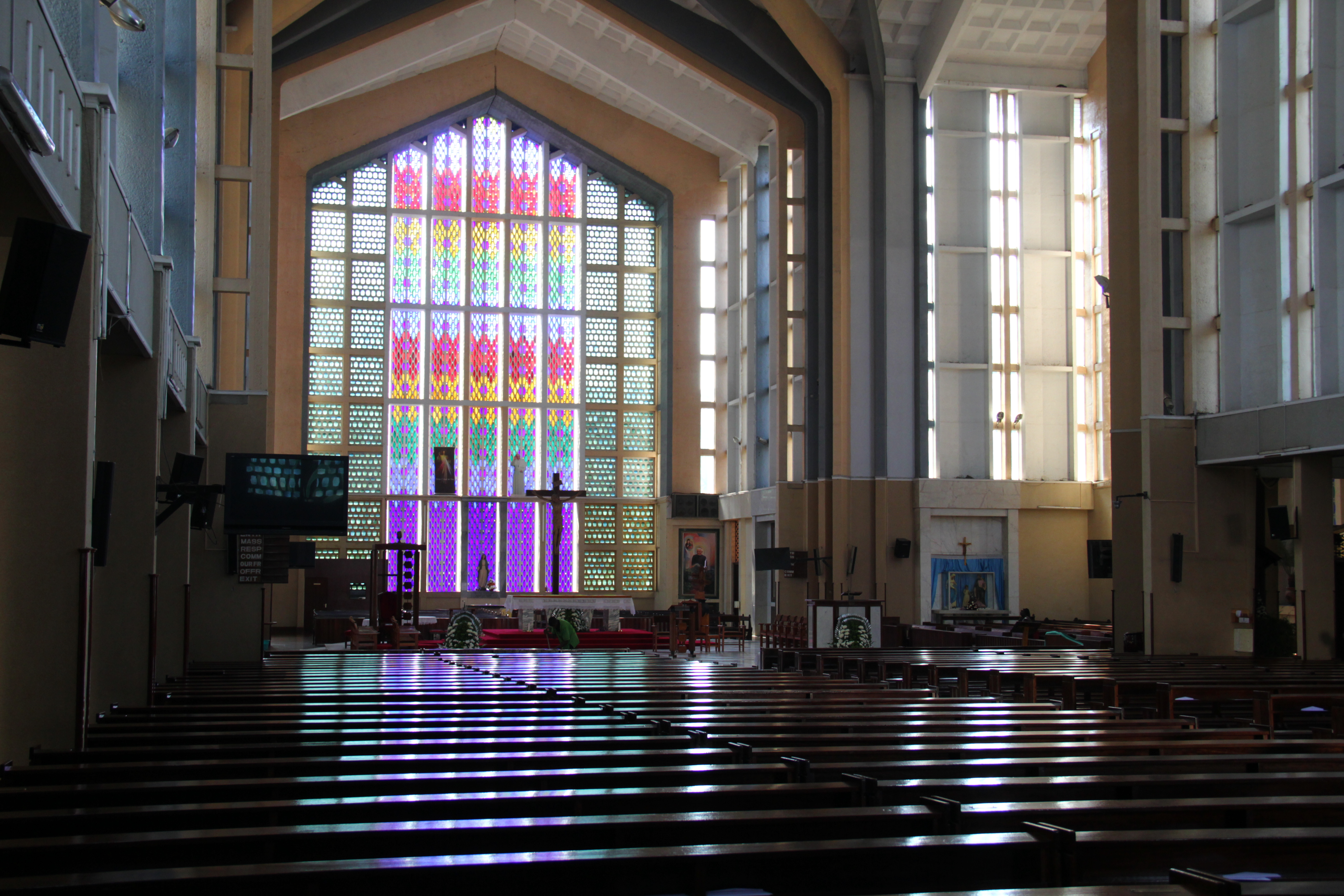
داخل الكاتدرائية.

كان المصلين في الكاتدرائية يتألفون في الأصل من عمال بناء السكك الحديدية الذين عاشوا في معسكر قريب مما سيصبح أول محطة سكة حديد في نيروبي. تحت إدارة آباء الروح القدس، الأخ يوشافاط، عُهد إلى C.S.S.P (مبشر الروح القدس) ببناء كنيسة في عام 1904. بسعة 300-400 شخص، كان أول مبنى حجري في نيروبي. حدثت المعمودية الأولى عام 1906، والزواج الأول عام 1908، والتأكيد الأول عام 1923.
أول رئيس أساقفة لنيروبي كان جون جوزيف مكارثي الذي تم تعيينه في عام 1953 وبقي في الخدمة حتى عام 1971 عندما تقاعد.
دوروثي غيوس، التي نشأت في كينيا، صممت المبنى الحالي في عام 1960. قامت شركة "Mowlem" البريطانية ببناء الكاتدرائية. تتميز الكاتدرائية الحديثة بزجاج ملون مجردة في إطارات من الفولاذ المقاوم للصدأ. تضمنت مواصفات الكاتدرائية تفاصيل من رخام كرارا وتتسع لـ 3000 إلى 4000 شخص. هذا العدد هو عشرة أضعاف عدد الكنيسة الحجرية الأصلية. يبلغ ارتفاع المبنى 98 قدماً ويتميز بصليب كبير. يضم تصميم غيوس ثماني مصليات مختلفة بالإضافة إلى الصالتين الرئيسيتين. يوجد مذبح رئيسي به صليب كبير ومعبد كبير، بالإضافة إلى مذبحين جانبيين.
زار الكاتدرائية البابا يوحنا بولس الثاني عام 1980 وخصصت لها كنيسة في 15 فبراير 1982. صلى يوحنا بولس مرة أخرى في هذه الكاتدرائية عامي 1985 و 1995. كان آباء الروح القدس مسؤولين عن الكاتدرائية حتى عام 1991.
تم بناء مبنى إداري جديد لمكتب رئيس الأساقفة من قِبل شركة البناء الصينية "Zhongxing Construction" في عام 2011.

## خدمات
الكاتدرائية هي المقر الرئيسي لأبرشية نيروبي. رئيس الأساقفة الحالي هو جون نجوي الذي أصبح كاردينالاً في عام 2007. تضم أبرشية نيروبي ما يقدر بنحو 4 ملايين شخص، يُعتقد أن 1.6 مليون منهم كاثوليكيون. هذه المجتمعات المسيحية البالغ عددها 4000 يخدمها 182 رجل دين وثمانية مرافق تعليمية على مستوى الجامعة وعدة أماكن للتراجع.
الخدمات متاحة طوال الأسبوع داخل الكاتدرائية وإحدى الكنائس مفتوحة دائماً. بالإضافة إلى ذلك، يضم المبنى أيضًا مكتبة ومدرسة.

## معرض الصور

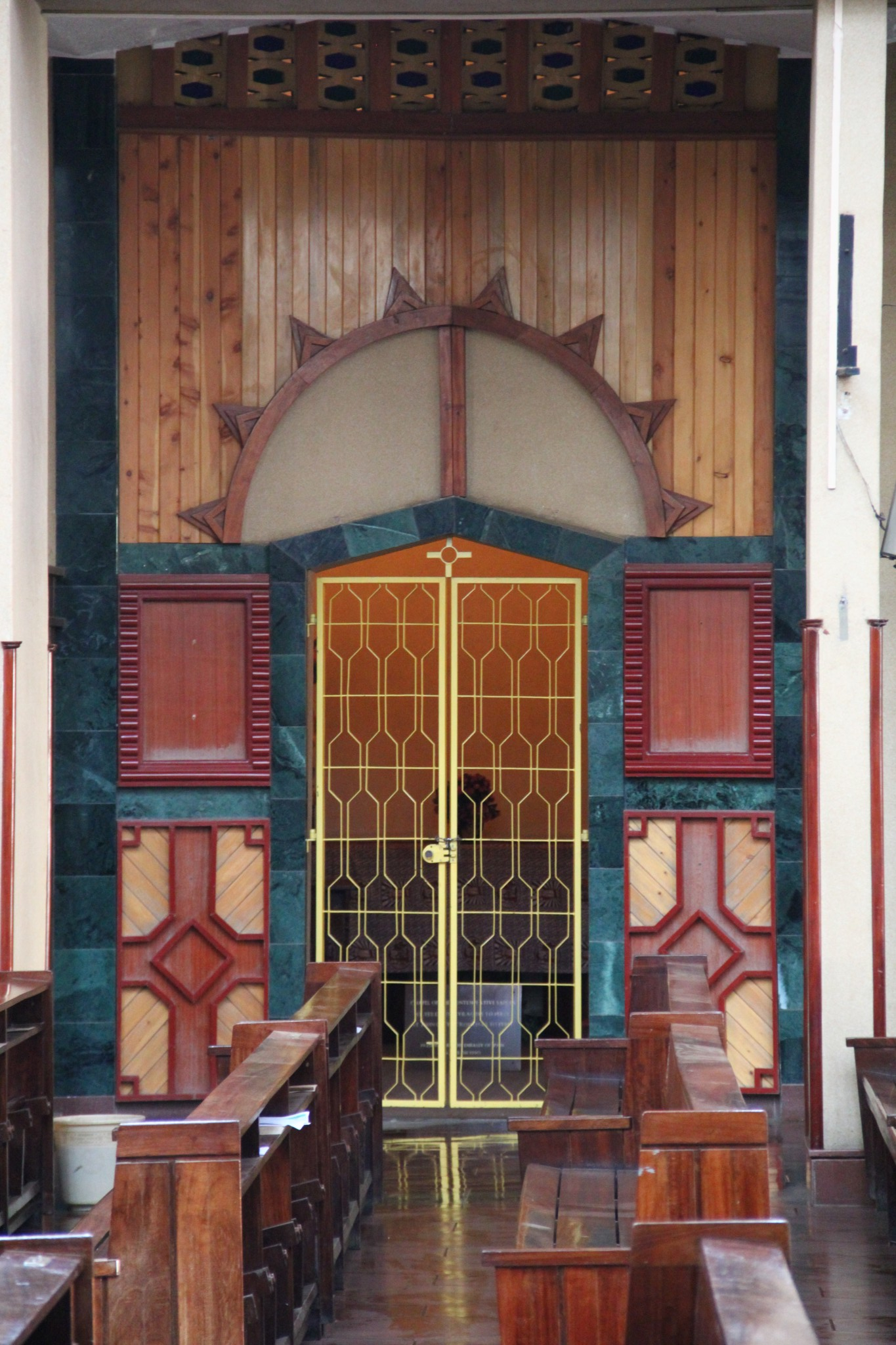
كنيسة صغيرة
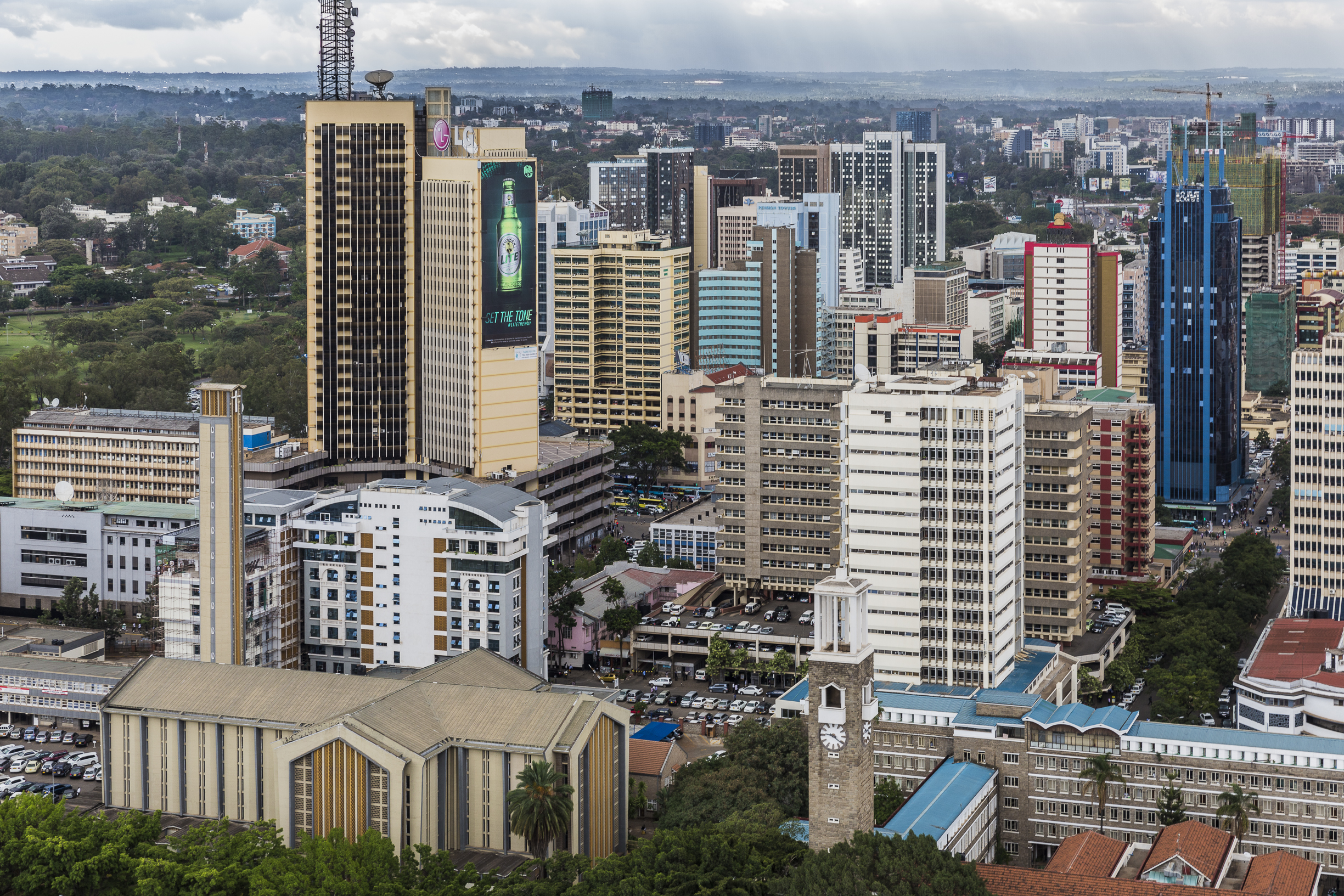
مركز نيروبي بما في ذلك البازيليكا
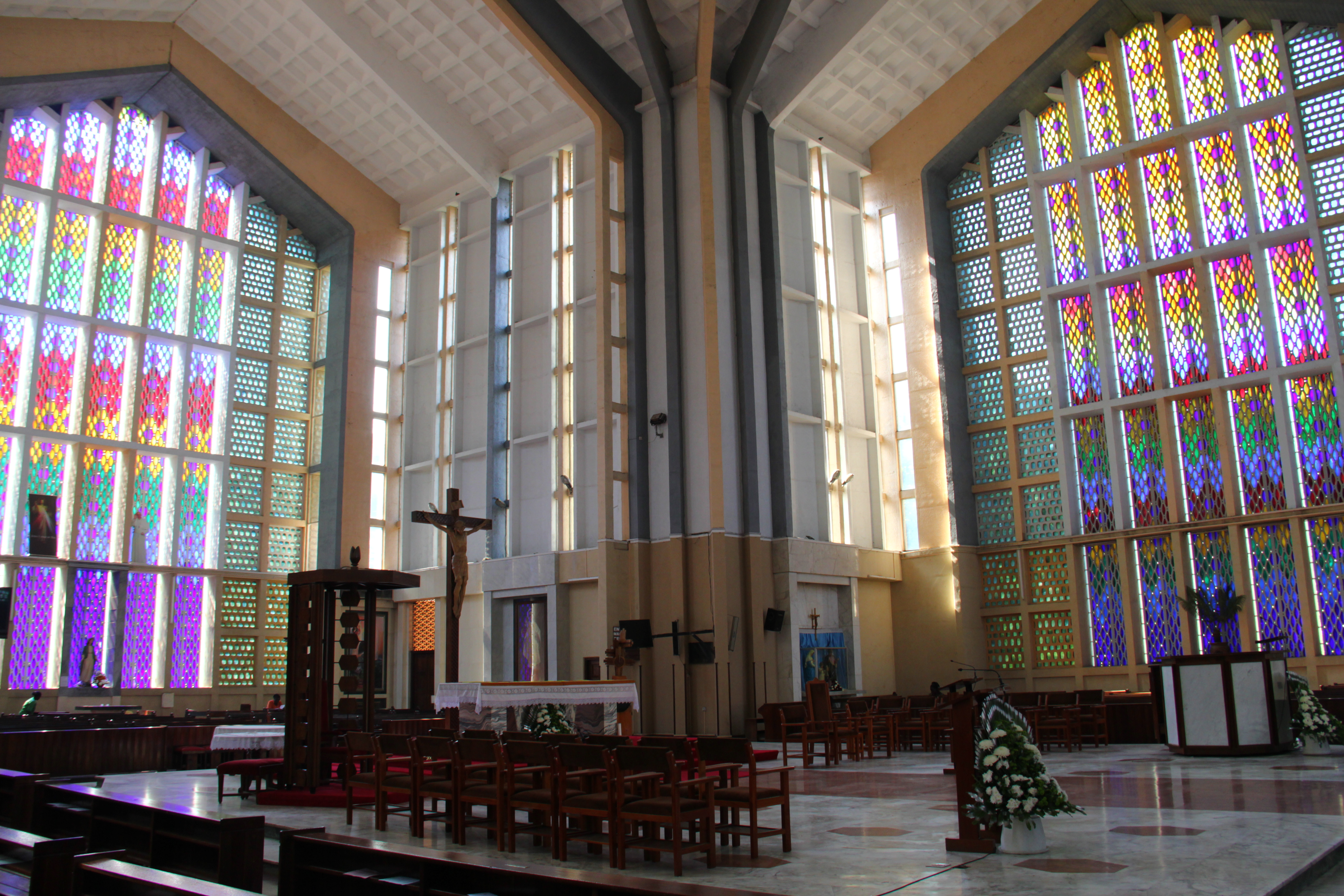
داخل الكاتدرائية
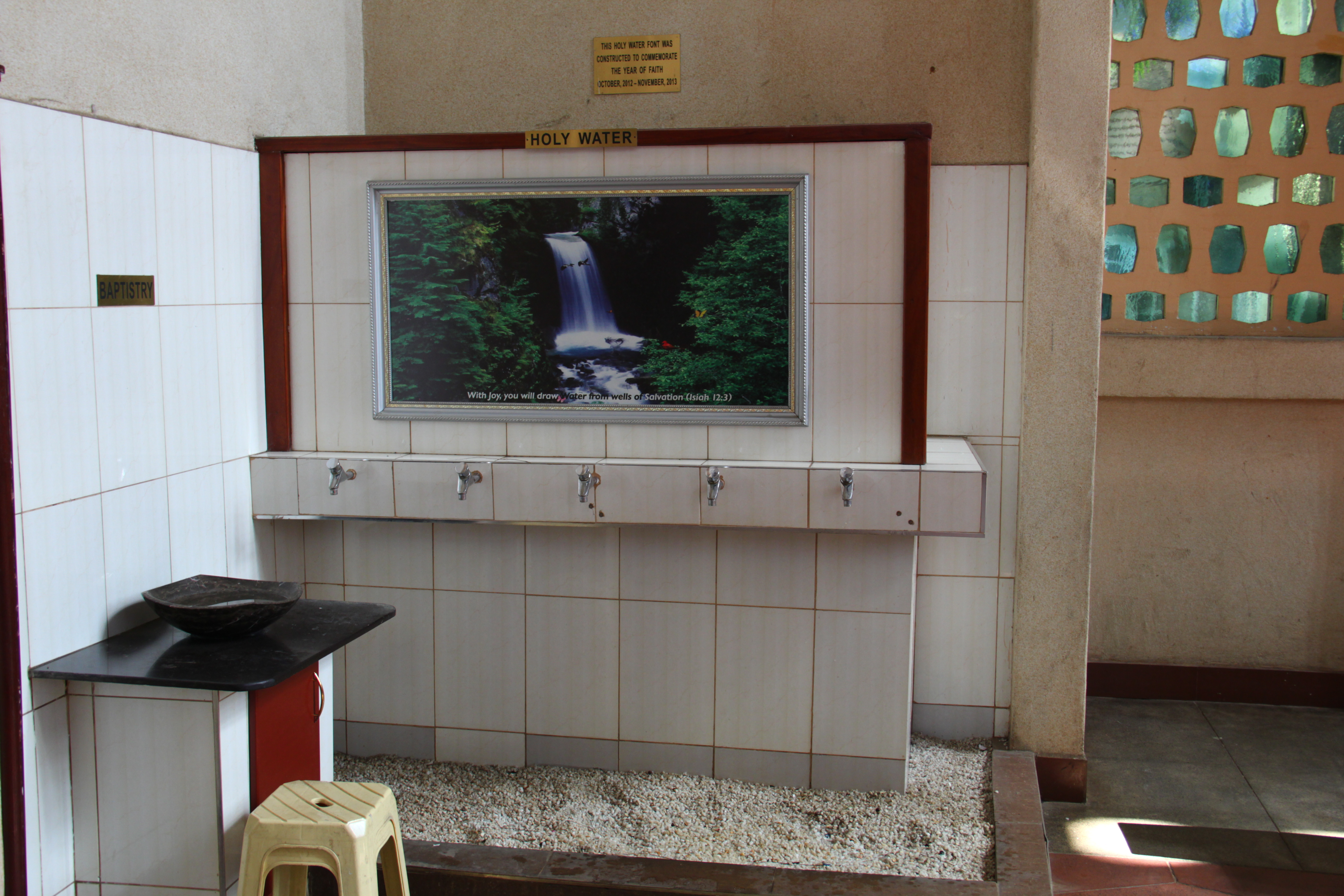
المياه المقدسة وخطوط المعمودية
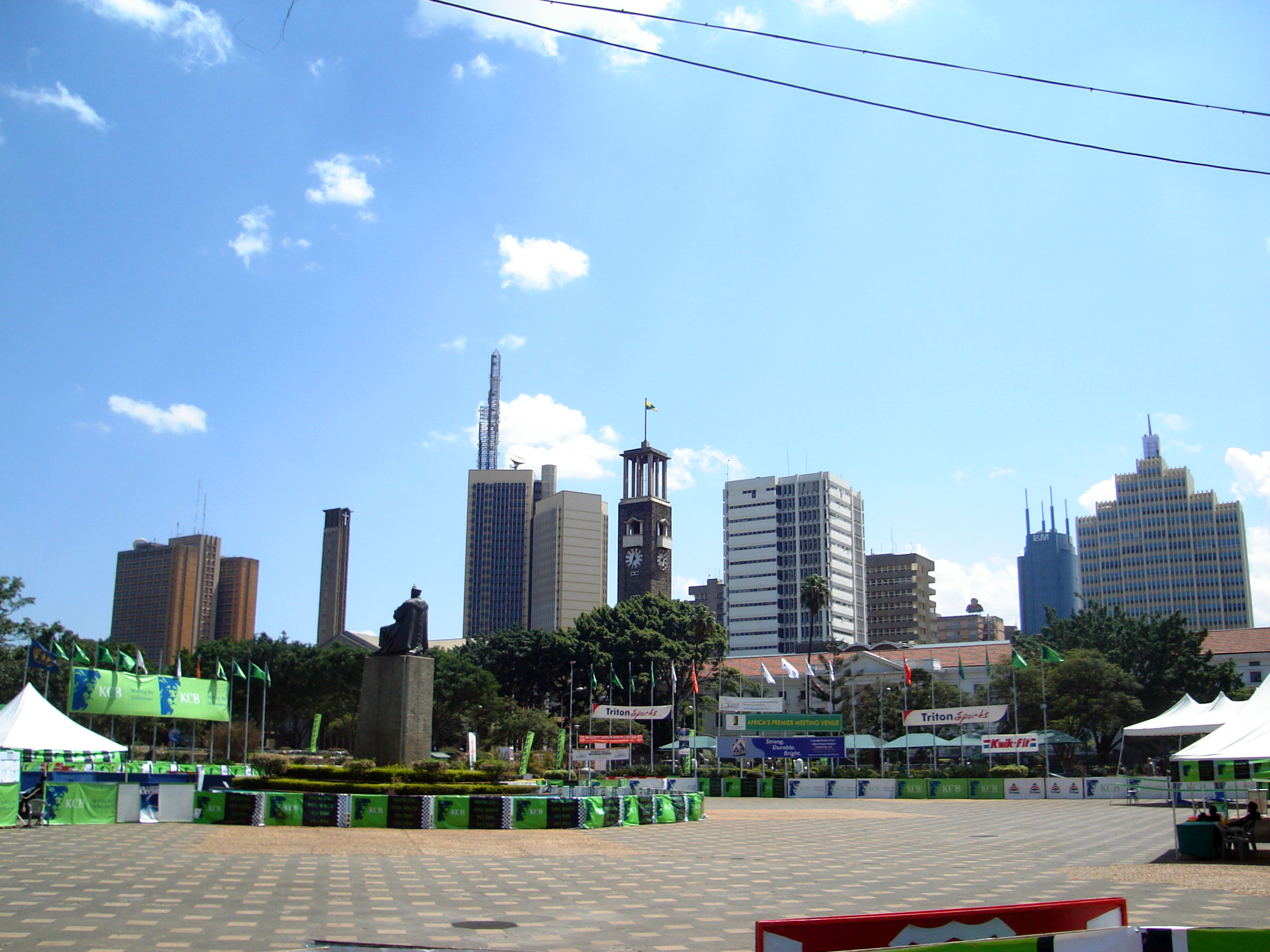
نيروبي من مركز كينياتا الدولي للمؤتمرات